# عمرو بن عبيد
أبو عثمان، عمرو بن عبيد ، .الزاهد ، العابد ، القدري ، كبير المعتزلة ، وأولهم. له عن أبي العالية وأبي قلابة والحسن البصري. وعنه: الحمادان وعبد الوارث وابن عيينة ويحيى القطان وعبد الوهاب الثقفي وعلي بن عاصم وقريش بن أنس ثم تركه القطان.
ذكر أبو القاسم الكعبي في كتابه "مقالات الإسلاميين" :حج أربعين سنة ماشيا، وبعيره يقاد معه، يركبه الفقير والضعيف و المنقطع به. و كان يحيي الليل كله في ركعة، فعل ذلك غير مرة في المسجد الحرام. رثاه المنصور بقوله : صلى الإله عليك من متوسدٍ - قبرا مررتُ به على مَرّان--- قبرًا تضمن مؤمنا متخشعا - صدق الإله ودان بالفرقان--- فلو أن هذا الدهر أبقى واحدًا- أبقى لنا عمرًا أبا عثمان. وقال المنصور : ألقيت الحب للناس فلقطوا كلهم إلا عمرو بن عبيد ومعاذ بن معاذ، ثم إن معاذا ثنى جناحه فلقط"
قال الخطيب: مات في طريق مكة سنة 143 هـ وقيل: سنة 144 هـ. قال أحمد بن أبي خيثمة في تاريخه: «سمعت ابن معين يقول: كان عمرو ابن عبيد من الدهرية.» وقال سلام بن أبي مطيع: أنا للحجاج أرجى مني لعمرو بن عبيد. وقد رثاه المنصور. وله كتاب العدل، والتوحيد، وكتاب الرد على القدرية، يريد السنة. ومن تلامذته:عثمان بن خالد الطويل شيخ العلاف، وأبو حفص عمر بن أبي عثمان الشمزي.

## قالوا عنه
قال النسائي: «ليس بثقة». وقال حفص بن غياث: «ما لقيت أزهد منه، وانتحل ما انتحل». وقال عبد الله بن المبارك: «دعا إلى القدر فتركوه». وقال معاذ بن معاذ: «سمعت عمرا يقول: إن كانت تَبَّتْ يَدَا أَبِي لَهَبٍ في اللوح المحفوظ ، فما لله على ابن آدم حجة.»